# Les Manchettes d'un vilain
Les Manchettes d'un vilain est une comédie-vaudeville en 2 actes d'Eugène Labiche, représentée pour la 1re fois à Paris au Théâtre du Palais-Royal le 3 février 1849.
- Collaborateurs Auguste Lefranc et Saint-Yves.
- Éditions Beck.

## Distribution
| Acteurs et actrices ayant créé les rôles |                   |
| Personnage                               | Acteur ou actrice |
| Barbarini Barbaro, podestat de Bergame   | Sainville         |
| Horace d'Amalfi, capitaine des gardes    | Derval            |
| Sangredino, ambassadeur de Brescia       | Grassot           |
| Panari, bibliothécaire                   | Hyacinthe         |
| Beppo, garde                             | M. Augustin       |
| Un garde parlant                         | M. Ferdinand      |
| Héléna, fille du podestat                | Mlle Brassine     |
| Bettina, soubrette d'Héléna              | Mlle Juliette     |